# Proto Man
Proto Man, ou Blues au Japon, est un personnage récurrent de la série de jeux vidéo Mega Man. C'est le tout premier Robot Master créé par le Dr Light, tout comme Mega Man et Roll, qu'il considère donc comme étant respectivement son frère et sa sœur,,,,,,,.
Depuis sa première apparition dans Mega Man 3 sur NES, il s'est imposé comme un personnage phare de la série, et l'un des plus populaires chez les joueurs et les fans de l'univers de Mega Man.